# Missulena iugum
Espèce
Missulena iugum est une espèce d'araignées mygalomorphes de la famille des Actinopodidae.

## Distribution
Cette espèce est endémique du Goldfields-Esperance en Australie-Occidentale,. Elle se rencontre vers Ularring sur le mont Ida.

## Description
Le mâle holotype mesure 9,89 mm.

## Publication originale
- Greenberg, Huey, Framenau & Harms, 2021 : « Three new species of mouse spider (Araneae: Actinopodidae: Missulena Walckenaer, 1805) from Western Australia, including an assessment of intraspecific variability in a widespread species from the arid biome. » Arthropod Systematics & Phylogeny, vol. 79, p. 509-533 (texte intégral).